# Hayden Panettiere

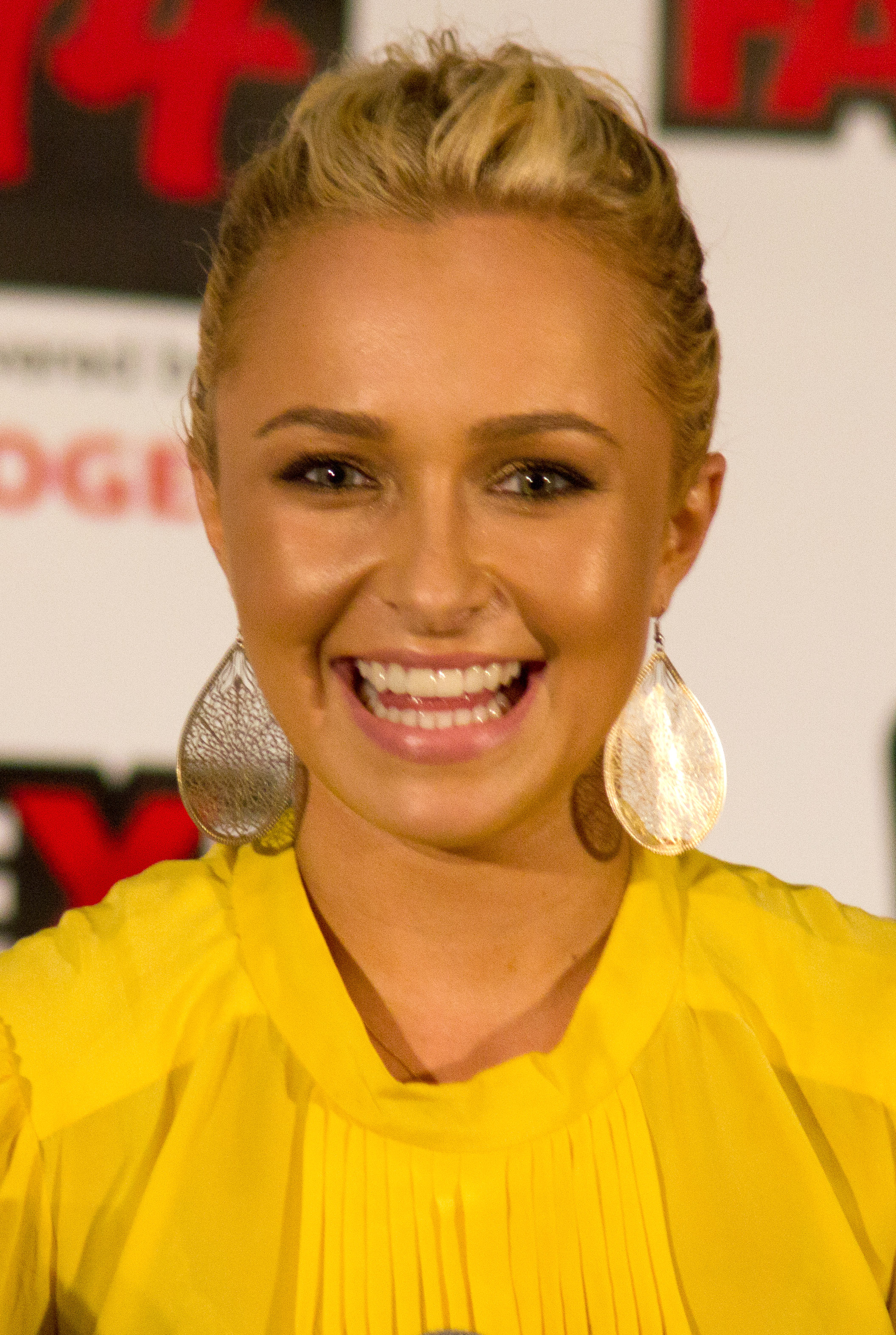
Hayden Panettiere bei der Fan Expo 2011 in Toronto

Hayden Lesley Panettiere [ˈheɪ̯dn̩ ˌpænətiˈɛɚ] (* 21. August 1989 in Palisades, Orangetown, New York) ist eine US-amerikanische Schauspielerin, Synchronsprecherin, Sängerin, Aktivistin und Model.

## Leben
Hayden Panettieres Eltern sind Lesley R. Vogel – früher Schauspielerin in Seifenopern – und Alan Lee „Skip“ Panettiere, Brandmeister bei der Feuerwehr. Ihr jüngerer Bruder Jansen Panettiere (1994–2023) war ebenfalls Schauspieler.
Panettiere engagiert sich für den Tierschutz, so beteiligte sie sich bereits aktiv an mehreren Protestaktionen der Meeresschutzorganisation Sea Shepherd Conservation Society gegen den Walfang. Dies führte zwischenzeitlich sogar zur Forderung eines Haftbefehls durch japanische Behörden, welche jedoch wieder fallengelassen wurde. Außerdem ist sie zusammen mit Isabel Lucas bei einer Protestaktion in dem Dokumentarfilm Die Bucht zu sehen, um dort gegen das jährliche Delfintöten zu demonstrieren.
Von 2006 bis 2007 war Panettiere mit Schauspielkollege Stephen Colletti und von Ende 2007 bis Anfang 2009 mit Milo Ventimiglia, ihrem Schauspielkollegen aus der Serie Heroes, liiert. Von Anfang 2010 bis Mitte Mai 2011 hatte sie eine Beziehung mit dem Boxer Wladimir Klitschko. Von Juni 2011 bis Dezember 2012 war sie mit dem ehemaligen American-Football-Spieler Scotty McKnight liiert. 2013 erneuerten Panettiere und Klitschko ihre Liaison; im Oktober desselben Jahres wurde die Verlobung der beiden bestätigt. Am 9. Dezember 2014 wurden Panettiere und Klitschko Eltern einer Tochter. Im August 2018 trennte sie sich von Klitschko, blieb ihm aber freundschaftlich verbunden. Ab 2018 war sie mit Brian Hickerson liiert, von dem sie sich im Jahr 2020 trennte.
Im Oktober 2015 begab sich Panettiere wegen einer postpartalen Depression in Behandlung. Im Mai 2016 folgte eine weitere Therapie. In der Öffentlichkeit ging sie das Thema offensiv an und versucht seither, das Bewusstsein in der Gesellschaft für postpartale Stimmungskrisen sowie bestehende Hilfsangebote und Behandlungsmöglichkeiten zu schärfen. Auch in ihrer Schauspielrolle als erfolgreiche Country-Sängerin Juliette Barnes in der Serie Nashville wurde nicht nur ihre Schwangerschaft einbezogen, sondern anschließend auch der Kampf mit einer postpartalen Depression verarbeitet. 2022 bekannte sie in einem Interview, schon im Teenageralter mit Alkohol und Pillen in Kontakt gekommen und jahrelang von Alkohol und Opioiden abhängig gewesen zu sein, weshalb sie ihre Tochter zu Kindsvater Klitschko in die Ukraine geschickt habe, weil sie eine gute Mutter sein wollte. Durch eine Traumatherapie und einen stationären Klinikaufenthalt habe sie die Sucht inzwischen überwunden.

## Karriere
Panettiere spielte bereits im Alter von einem Jahr in Werbespots mit und trat insgesamt in circa 50 solcher Filme auf. Im Alter von vier Jahren erhielt sie eine Rolle in der Fernsehserie Liebe, Lüge, Leidenschaft, die sie bis 1997 behielt. Von 1996 bis 2000 spielte sie in der Serie Springfield Story eine Nebenrolle. Besonders bekannt wurde sie durch die Rolle der Maddie Harrington, der Tochter von Ally McBeal, in der letzten Staffel der Serie Ally McBeal. Für die Rolle der Natalie Scheffer im Spielfilm Joe Jedermann wurde sie für einen Young Artist Award nominiert.
Im Film Gegen jede Regel spielte sie neben Denzel Washington, im Film Liebe auf Umwegen neben Kate Hudson und John Corbett. Von 2006 bis 2010 spielte sie in der NBC-Fernsehserie Heroes die Rolle der Claire Bennet, einer Cheerleaderin mit Regenerationskräften. Zu sehen war sie unter anderem auch mehrmals als Jessica in der Sitcom Malcolm mittendrin. 2011 verkörperte sie Amanda Knox in dem Fernsehfilm Amanda Knox: Murder on Trial in Italy, der auf dem Mordfall Meredith Kercher aus dem Jahre 2007 beruht. Im selben Jahr gehörte sie zum Cast von Wes Cravens Horrorfilm Scream 4, wo sie neben Neve Campbell und Emma Roberts eine der Hauptrollen übernahm.
Von 2012 bis 2018 war sie in der ABC-Musical-Serie Nashville als Juliette Barnes – eine aufstrebende Country-Sängerin – zu sehen. Für diese Rolle wurde sie bei den Golden Globe Awards 2013 in der Kategorie Beste Nebendarstellerin – Serie, Mini-Serie oder TV-Film nominiert.
Neben ihrer Schauspielkarriere ist Panettiere auch als Synchronsprecherin tätig. 1998 synchronisierte sie die Figur Dot im Animationsfilm Das große Krabbeln. Weiterhin ist sie seit 2002 die US-Originalstimme von Kairi in den Spielen der Kingdom-Hearts-Videospielreihe. 2015 lieh sie Samantha im Survival-Horrorspiel Until Dawn ihre Stimme und ihr Aussehen.

## Filmografie (Auswahl)

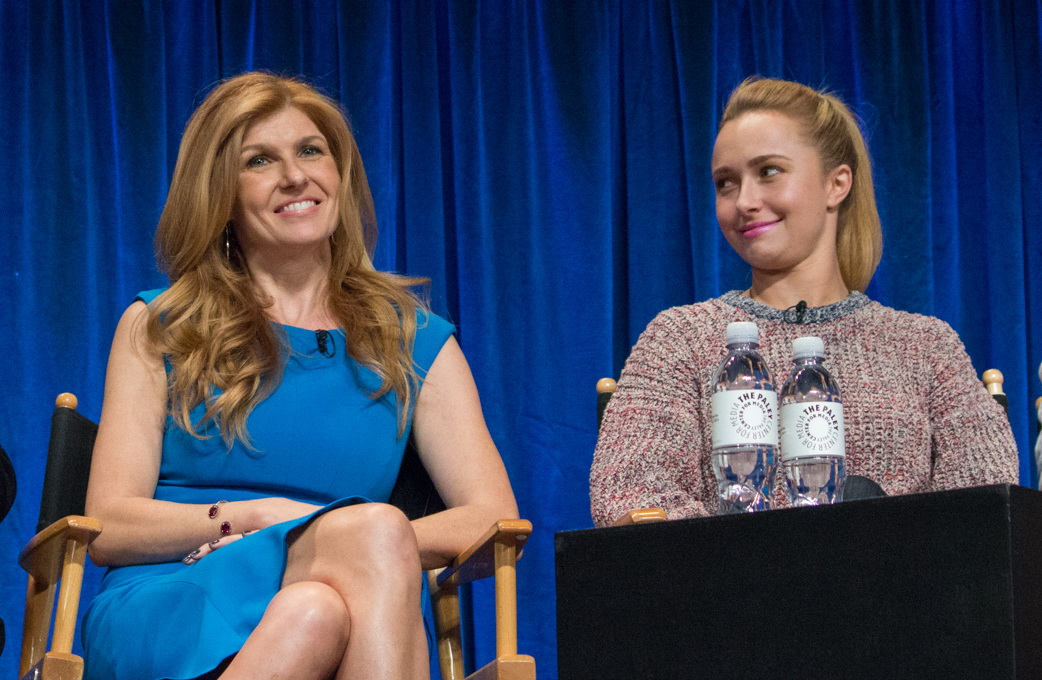
Panettiere mit Connie Britton – ihrer Schauspielkollegin aus der Serie Nashville – auf dem PaleyFest 2013 in New York City

### Filme
- 1996: How Do You Spell God? (Fernsehfilm)
- 1998: Liebe in jeder Beziehung (The Object of My Affection)
- 1998: Das große Krabbeln (A Bug’s Life, Stimme)
- 1999: Message in a Bottle – Der Beginn einer großen Liebe (Message in a Bottle)
- 1999: Wer an Wunder glaubt (If You Believe, Fernsehfilm)
- 2000: Gegen jede Regel (Remember the Titans)
- 2000: Dinosaurier (Dinosaur, Stimme)
- 2001: Joe Jedermann (Joe Somebody)
- 2001: Das Halsband der Königin (The Affair of the Necklace)
- 2001: Chestnut Hill (Fernsehfilm)
- 2003: Eine Frage der Liebe (Normal, Fernsehfilm)
- 2004: Liebe auf Umwegen (Raising Helen)
- 2004: The Dust Factory – Die Staubfabrik (The Dust Factory)
- 2004: An Bord der Tiger Cruise (Tiger Cruise, Fernsehfilm)
- 2005: Die Lügen meiner Mutter (Lies My Mother Told Me, Fernsehfilm)
- 2005: Im Rennstall ist das Zebra los (Racing Stripes)
- 2005: Die Eisprinzessin (Ice Princess)
- 2006: Girls United – Alles oder Nichts (Bring It On: All or Nothing)
- 2006: The Architect
- 2006: Mr. Gibb
- 2006: Skater Boys
- 2007: Shanghai Kiss
- 2008: Zurück im Sommer (Fireflies in the Garden)
- 2009: I Love You, Beth Cooper
- 2009: Die Bucht (The Cove)
- 2010: Alpha und Omega (Alpha and Omega, Stimme)
- 2011: Amanda Knox: Murder on Trial in Italy (Fernsehfilm)
- 2011: Scream 4
- 2011: Das Rotkäppchen-Ultimatum (Stimme im Original Hoodwinked Too!)
- 2011: Klitschko (Dokumentarfilm)
- 2012: Farben der Liebe (The Forger)
- 2016: Custody
- 2022: Scream (Cameo)
- 2023: Scream VI
- 2024: Amber Alert
- 2025: A Breed Apart

### Fernsehserien
- 1996: Aliens in the Family (Folge 1x05)
- 1994–1997: Liebe, Lüge, Leidenschaft (One Life To Live, 25 Folgen)
- 1996–2000: Springfield Story (The Guiding Light, 41 Folgen)
- 1997: Auf schlimmer und ewig (Unhappily Ever After, Folge 3x19)
- 2001, 2005: Law & Order: Special Victims Unit (2 Folgen, verschiedene Rollen)
- 2002: Ally McBeal (Folgen 5x11–5x22)
- 2003–2005: Malcolm mittendrin (Malcolm in the Middle, 4 Folgen)
- 2007: Robot Chicken (Folge 3x06, Stimme)
- 2006–2010: Heroes (74 Folgen)
- 2012: Project Runway (Staffel 10, Gastjuror)
- 2012–2018: Nashville (112 Folgen)

### Videospiele
- 2002: Kingdom Hearts (Stimme von Kairi)
- 2006: Kingdom Hearts II (Stimme von Kairi)
- 2002: Kingdom Hearts Birth by Sleep (Stimme von Kairi)
- 2012: Kingdom Hearts 3D: Dream Drop Distance (Stimme von Xion)
- 2015: Until Dawn (Stimme und Aussehen von Samantha)
- 2024: Until Dawn (Remake, neu aufgenommene Szene)

## Auszeichnungen
Golden Globe Award
- 2013: Nominierung als Beste Nebendarstellerin – Serie, Mini-Serie oder TV-Film für Nashville

## Diskografie (Auswahl)

### Singles
- 2004: Someone Like You (The Dust Factory OST)
- 2004: My Hero Is You (Disney Channel Hits: Take 2)
- 2005: I Fly (Ice Princess OST)
- 2006: Your New Girlfriend
- 2007: I Still Believe (Cinderella III OST)
- 2007: Try (Bridge to Terabithia OST)
- 2007: Cruella De Vil
- 2007: Go To Girl
- 2008: Home
- 2008: Wake Up Call
- 2011: I Can Do It Alone (Hoodwinked Too! OST)
- 2011: Inseperable (Hoodwinked Too! OST)
- 2012: Telescope
- 2013: Hypnotizing

### Musikvideos
- 2006: I Still Belive
- 2008: Wake Up Call
- 2011: I Can Do It Alone
- 2012: Telescope